# Eckard Rolf
Eckard Rolf (* 28. August 1951 in Enger) ist ein deutscher Germanist.

## Leben
Nach dem Studium (Germanistik, Philosophie, Allgemeine Sprachwissenschaft, Sozialwissenschaften) in Münster, dem 1. Staatsexamen 1978, der Promotion 1982 und der Habilitation 1989 ist er seit 2000 Professor am Institut für Deutsche Philologie I, Abteilung Sprachwissenschaft, an der Universität Münster.

## Schriften (Auswahl)
- Sprachliche Informationshandlungen. Göppingen 1983, ISBN 3-87452-604-6.
- Die Funktionen der Gebrauchstextsorten. Berlin 1993, ISBN 3-11-012551-X.
- Sagen und Meinen. Paul Grices Theorie der Konversations-Implikaturen. Opladen 1994, ISBN 3-531-12640-7.
- Illokutionäre Kräfte. Grundbegriffe der Illokutionslogik. Opladen 1996, ISBN 3-531-12921-X.